# Ганс Шварц (футболіст)
Ганс Шварц (нім. Hans Schwartz, 1 березня 1913 — 31 травня 1991) — німецький футболіст, що грав на позиції захисника, за клуб «Вікторія» (Гамбург), а також національну збірну Німеччини.

## Клубна кар'єра
У футболі дебютував 1931 року виступами за команду «Вікторія» (Гамбург), кольори якої і захищав протягом усієї своєї кар'єри гравця, що тривала чотирнадцять років. 

## Виступи за збірну
1934 року дебютував в офіційних матчах у складі національної збірної Німеччини. Протягом кар'єри у національній команді провів у її формі 2 матчі.
У складі збірної був учасником чемпіонату світу 1934 року в Італії, де зіграв з Бельгією (5-2).
Помер 31 травня 1991 року на 79-му році життя.

## Титули і досягнення
- Бронзовий призер чемпіонату світу: 1934